# Queda de helicóptero no Gabão em 2009

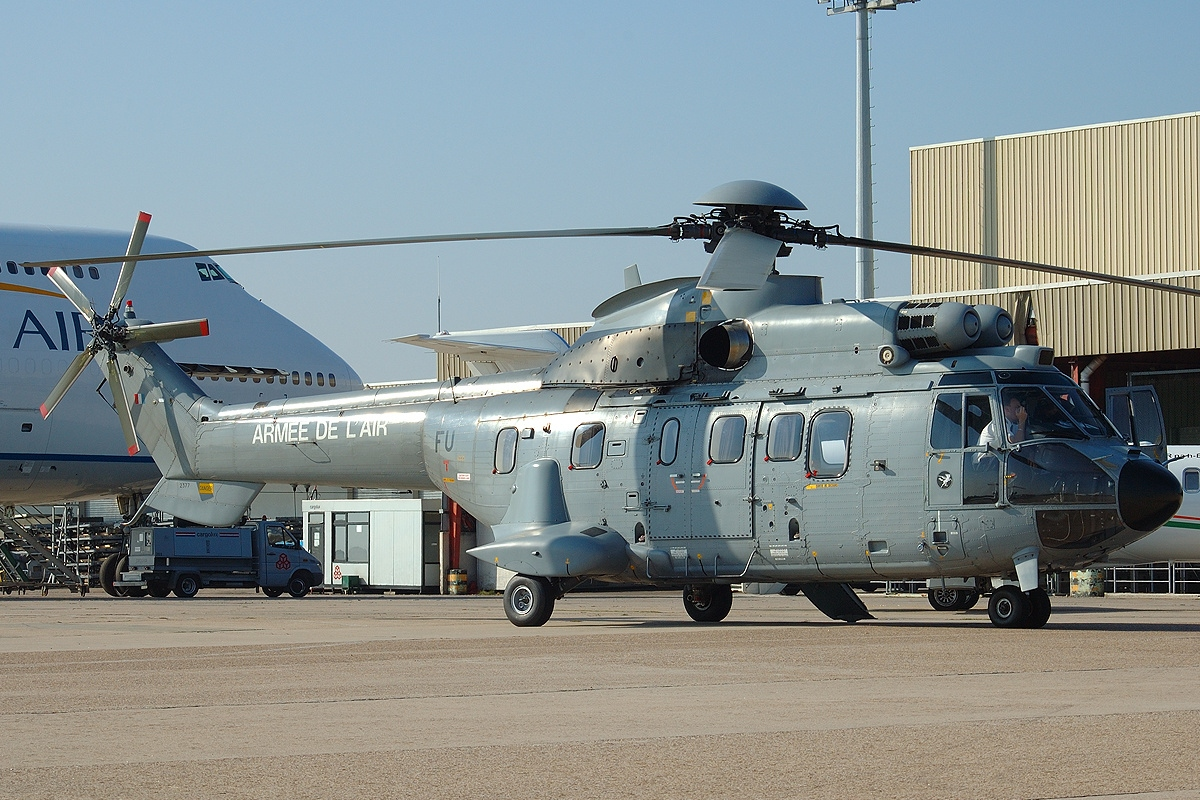
Eurocopter AS-532L1 Cougar, France - Air Force.

Eurocopter AS-532L1 Cougar, France - Air Force
A queda de helicóptero no Gabão em 2009 ocorreu no Oceano Atlântico, ao largo da costa do Gabão, na África, exatamente às 20:08 (horário local) de 17 de janeiro. Dez soldados estavam no helicóptero Eurocopter AS 532 Cougar quando a aeronave caiu, levando à morte de oito soldados. Três soldados sobreviveram inicialmente à queda do helicóptero das Forças Armadas da França. O helicóptero caiu logo após decolar de um navio de ataque anfíbio do FS Foudre. Um dos soldados resgatados morreu no Hospital de Libreville. Foi dito mais tarde que o helicóptero caiu ao largo da costa da cidade de Nyonie, entre Port-Gentil e Libreville, a capital do país, durante um exercício conjunto com as tropas gabonesas. A causa da queda ainda é desconhecida.
O presidente da França, Nicolas Sarkozy, ordenou imediatamente o ministro da Defesa, Hervé Morin, a ir para Gabão para inspecionar a missão de resgate. Morin viu os esforços de resgate no FS Foudre, e visitou amigos e parentes dos desaparecidos no Camp de Gaulle.
Após a queda, o FS Foudre foi a primeira embarcação a chegar no local do acidente, e trouxe a bordo alguns dos feridos. Dois helicópteros, vários navios, assim como robôs submarinos, foram enviados pela empresa de petróleo francesa Total S.A. para auxiliar nos esforços de resgate. No dia seguinte, o helicóptero foi encontrado a cerca de 35 metros abaixo do nível do mar. O Ministro do Interior do Gabão, André Mba Obame, disse que "o Gabão esta fazendo tudo o que o país pode para auxiliar as investigações."

## Presença francesa no Gabão
A França mantém uma base militar no Gabão desde a independência do país em 1960. As Forças Armadas da França conduzem regularmente exercícios militares com o Exército do Gabão. Sabe-se que a presença francesa diminuiu as tensões entre os vários grupos que operam em três pequenas ilhas do Gabão. A costas destas ilhas são ricas em reservas de petróleo. Tanto o Gabão quanto a Guiné Equatorial disputam o controle de tais ilhas.